# Emma Berginger
Emma Hanna Rebecka Berginger, född 16 december 1986 i Stjärnorps församling, Östergötlands län, är en svensk politiker (miljöpartist). Hon är ordinarie riksdagsledamot sedan 2018, invald för Skåne läns södra valkrets.
Berginger var engagerad i Lunds kommunpolitik 2006-2018 och har arbetat heltid med politiken sedan 2010. Hon var Miljöpartiets lokala partiföreträdare 2010–2014 och år 2014 blev hon partiets kommunalråd samt ordförande i tekniska nämnden i Lund.
Berginger är riksdagsledamot sedan valet 2018. I riksdagen var hon ledamot i trafikutskottet 2018–2022. Sedan 2022 är hon ledamot i försvarsutskottet.
Hon har en kandidatexamen i ledarskap och organisation.